# Guwei (häradshuvudort i Kina, Shanxi Sheng, lat 34,71, long 110,66)
Guwei (kinesiska: Jui-ch’eng, Jui-ch’eng-hsien, 古魏) är en häradshuvudort i Kina. Den ligger i provinsen Shanxi, i den norra delen av landet, omkring 390 kilometer sydväst om provinshuvudstaden Taiyuan. Antalet invånare är 394 849. Befolkningen består av 194 212 kvinnor och 200 637 män. Barn under 15 år utgör 16,0 %, vuxna 15-64 år 74 %, och äldre över 65 år 8,0 %.
Runt Guwei är det ganska tätbefolkat, med 248 invånare per kvadratkilometer. Det finns inga andra samhällen i närheten. Trakten runt Guwei består till största delen av jordbruksmark.
Genomsnittlig årsnederbörd är 679 millimeter. Den regnigaste månaden är juli, med i genomsnitt 160 mm nederbörd, och den torraste är december, med 2 mm nederbörd.